# الجابرية (المخرم)
الجابرية قرية في ناحية جب الجراح التابعة لمنطقة المخرّم في محافظة حمص في سورية.